# عبد الله معظم شاه سلطان قدح
بادوكا سري السلطان عبد الله معظم شاه بن السلطان عطا الله محمد شاه الثاني (توفي في 22 سبتمبر 1706) هو السلطان السابع عشر لسلطنة قدح. كان عهده من 1698 إلى 1706.